# Боудич (лунный кратер)
Кратер Боудич (лат. Bowditch) — крупный ударный кратер на обратной стороне Луны. Название дано в честь американского математика, основателя современных методов навигации, Нафанаила Боудича (1773—1838) и утверждено Международным астрономическим союзом в 1976 г.

## Описание кратера
Ближайшими соседями кратера являются кратер Ковальский на северо-западе; кратер Перельман на востоке-северо-востоке; кратер Скалигер на юго-востоке; маленькие кратеры Карима и Фейруз на юге, маленькие кратеры Бава и Эдит и крупный кратер Тициус на юго-западе. На юге от кратера располагается борозда Зигфрида; на юго-востоке — Озеро Одиночества. Селенографические координаты центра кратера 24°58′ ю. ш. 103°04′ в. д. / 24,97° ю. ш. 103,07° в. д., диаметр 43,04 км, глубина 2,2 км.
Кратер имеет неправильную форму, вал кратера разорван в юго-западной части, кратер удлинен в северо-восточном направлении, возможно за счет объединения двух кратеров. Высота вала над окружающей местностью составляет от 400 до 1500 м в разных частях вала, наибольшего значения достигает в юго-западной и северо-западной части.
Дно чаши кратера сравнительно ровное, затоплено базальтовой лавой, что необычно для кратеров на обратной стороне Луны. По мере застывания лава образовала террасовидную структуру по всему периметру чаши.
Чаша кратера отмечена множеством мелких кратеров, в ней располагаются несколько хребтов, концентричных по отношению к валу кратера. Разрыв юго-западной части вала заполнен множеством хаотично расположенных хребтов. Объем кратера составляет приблизительно 1200 км³.

## Сателлитные кратеры
| Боудич | Координаты                                              | Диаметр, км |
| ------ | ------------------------------------------------------- | ----------- |
| M      | 26°40′ ю. ш. 103°20′ в. д. / 26,67° ю. ш. 103,33° в. д. | 13,7        |
| N      | 26°37′ ю. ш. 102°47′ в. д. / 26,62° ю. ш. 102,78° в. д. | 14,1        |